# 로베르 구필
로베르 구필(Robert_Goupil, 1921년 8월 18일 ~ 1951년 9월 26일)은 프랑스의 군인이다.

## 군인 경력

### 한국 전쟁
프랑스 대대 소속으로 지평리 전투 등에서 활악하였다.

## 상훈
- 미국 동성훈장 (1951-07-16)
- 미국 은성훈장 (1951-09-29)
- 충무무공훈장 (1952-10-23)

## 기념
- 2023년 프랑스의 생시르 사관학교가 구필 대위를 기념하기 위해 209기 기수 이름을 구필 대위 기수로 명명하였다.[1]

## 참고 자료
- 유엔 참전용사 디지털 아카이브 - 로베르 구필